# López (groupe)
Pour les articles homonymes, voir López.
López, également stylisé LÓPEZ, est un groupe de pop rock chilien. 

## Biographie
Il est formé en 2015 par les frères Álvaro et Gonzalo López, tous deux anciens membres de Los Bunkers,. Jusqu'en 2017, il se composait également de Diego Fuchslocher et Martín Benavides, claviériste de Francisca Valenzuela. Leur premier album, López Vol 1., donne naissance en 2016 aux singles Me voy, Tanto Dí et Lo que pudo ser, une chanson clippé avec le boxeur chilien Martín Vargas,,.
Ils participent également à des événements tels que le Lollapalooza Chile 2015 et 2017,, et La Cumbre del Rock Chileno 2017 et 2018,.

## Style musical
Le style musical de López se caractérise par des airs electronica et boléro, tout en conservant un style de rock contemporain influencé par les Beatles, ainsi qu’un format pop mettant l'accent sur les mélodies et la composition,

## Membres

### Membres actuels
- Álvaro López - chant, guitare (depuis 2015)
- Diego Fuchslocher - batterie (depuis 2015)
- Martín Benavides - claviers, chœurs (depuis 2015)

### Ancien membre
- Gonzalo López - basse, chœurs (2015-2017)

## Discographie

### EP
- 2016 : López Vol. 1

### Singles
- 2015 : Me voy
- 2015 : Lo que pudo ser
- 2016 : Tanto di